# UCI America Tour 2012
L'UCI America Tour 2012 fu l'ottava edizione dell'UCI America Tour, uno dei cinque circuiti continentali di ciclismo dell'Unione Ciclistica Internazionale. Era composto da trentatré corse, poi ridotte a ventinove effettive, che si svolsero tra ottobre 2011 e settembre 2012 nelle Americhe.

## Calendario

### Ottobre 2011
| Data  | Prova                                        | Cat. | Vincitore      | Squadra                               |
| ----- | -------------------------------------------- | ---- | -------------- | ------------------------------------- |
| 2     | Tobago Cycling Classic                       | 1.2  | Riccardo Zoidl | RC ARBÖ Wels Gourmetfein              |
| 16-23 | Tour do Brasil Volta Ciclística de São Paulo | 2.2  | José Medeiros  | Padaria Real-Calói-Céu Azul Alimentos |
| 23-1  | Vuelta a Guatemala                           | 2.2  | Annullata      |                                       |

### Novembre 2011
| Data  | Prova                   | Cat. | Vincitore    | Squadra                   |
| ----- | ----------------------- | ---- | ------------ | ------------------------- |
| 4-13  | Vuelta a Bolivia        | 2.2  | Juan Cotumba | Pio Rico                  |
| 22-27 | Vuelta Ciclista Chiapas | 2.2  | Ivan Casas   | Boyacá-Orgullo de America |

### Dicembre 2011
| Data  | Prova                        | Cat. | Vincitore           | Squadra           |
| ----- | ---------------------------- | ---- | ------------------- | ----------------- |
| 16-28 | Vuelta Ciclista a Costa Rica | 2.2  | José Adrian Bonilla | Citi-Economy-Blue |

### Gennaio
| Data  | Prova                    | Cat. | Vincitore          | Squadra                |
| ----- | ------------------------ | ---- | ------------------ | ---------------------- |
| 5-15  | Vuelta a Chile           | 2.2  | Patricio Almonacid | Clos de Pirque-Trek    |
| 8     | Copa América de Ciclismo | 1.2  | Francisco Piva     | Real Cycling Team      |
| 13-22 | Vuelta al Táchira        | 2.2  | Jimmi Briceño      | Lotería del Táchira    |
| 23-29 | Tour de San Luis         | 2.1  | Levi Leipheimer    | Omega Pharma-Quickstep |

### Febbraio
| Data  | Prova                                    | Cat. | Vincitore          | Squadra                 |
| ----- | ---------------------------------------- | ---- | ------------------ | ----------------------- |
| 20-27 | Vuelta Ciclística Independencia Nacional | 2.2  | Ismael Sánchez     | La Vega-Com.Nal.Energia |
| 21-26 | Rutas de América                         | 2.2  | Jorge Soto Pereira | Porongos de Flores      |

### Marzo
| Data  | Prova                                | Cat. | Vincitore           | Squadra                |
| ----- | ------------------------------------ | ---- | ------------------- | ---------------------- |
| 9     | Campionati panamericani - Cronometro | CC   | Matías Médici       | Argentina              |
| 11    | Campionati panamericani - In linea   | CC   | Maximiliano Richeze | Argentina              |
| 13-17 | Giro do Interior de Sao Paulo        | 2.2  | Annullato           |                        |
| 18-25 | Vuelta Mexico                        | 2.2  | Óscar Sevilla       | Empacadora San Marcos  |
| 30-8  | Vuelta Ciclista al Uruguay           | 2.2  | Magno Prado         | Funvic-Pindamonhangaba |

### Aprile
| Data | Prova                  | Cat. | Vincitore         | Squadra                         |
| ---- | ---------------------- | ---- | ----------------- | ------------------------------- |
| 15   | Tour of the Battenkill | 1.2  | Francisco Mancebo | Competitive Cyclist Racing Team |

### Maggio
| Data  | Prova                                    | Cat.   | Vincitore            | Squadra                           |
| ----- | ---------------------------------------- | ------ | -------------------- | --------------------------------- |
| 2-6   | Tour of the Gila                         | 2.2    | Rory Sutherland      | UnitedHealthcare Pro Cycling Team |
| 13-20 | Vuelta a Guatemala                       | 2.2    | Wilson Ramiro Rincon | EPM-Une                           |
| 13-20 | Tour of California                       | 2.HC   | Robert Gesink        | Rabobank Cycling Team             |
| 30-3  | Volta Ciclistica Internacional do Paraná | 2.2    | Annullata            |                                   |
| 30-3  | Coupe des Nations Ville de Saguenay      | 2.Ncup | Arman Kamyšev        | Continental Team Astana           |

### Giugno
| Data  | Prova                                   | Cat. | Vincitore             | Squadra                           |
| ----- | --------------------------------------- | ---- | --------------------- | --------------------------------- |
| 3     | Philadelphia International Championship | 1.HC | Aleksandr Serebrjakov | Team Type 1-Sanofi                |
| 10-24 | Vuelta a Colombia                       | 2.2  | Félix Cárdenas        | Gw Shimano-Chec-Envia             |
| 12-17 | Tour de Beauce                          | 2.2  | Rory Sutherland       | UnitedHealthcare Pro Cycling Team |

### Luglio
| Data | Prova              | Cat. | Vincitore    | Squadra                      |
| ---- | ------------------ | ---- | ------------ | ---------------------------- |
| 6-15 | Vuelta a Venezuela | 2.2  | Miguel Ubeto | Androni Giocattoli-Venezuela |

### Agosto
| Data  | Prova                                      | Cat. | Vincitore             | Squadra                   |
| ----- | ------------------------------------------ | ---- | --------------------- | ------------------------- |
| 3-5   | Tour of Elk Grove                          | 2.2  | François Parisien     | SpiderTech powered by C10 |
| 7-12  | Tour of Utah                               | 2.1  | Johann Tschopp        | BMC Racing Team           |
| 20-26 | USA Pro Cycling Challenge                  | 2.1  | Christian Vande Velde | Garmin-Sharp              |
| 27-29 | Volta Ciclistica Internacional de Gravatai | 2.2  | annullato             |                           |
| 29-2  | Tour do Rio                                | 2.2  | Kleber Ramos          | Real Cycling Team         |

### Settembre
| Data | Prova              | Cat. | Vincitore     | Squadra |
| ---- | ------------------ | ---- | ------------- | ------- |
| 15   | Univest Grand Prix | 1.2  | Patrick Bevin | Bissell |

## Classifiche
Risultati finali.
| Pos. | Corridore                | Squadra        | Punti |
| ---- | ------------------------ | -------------- | ----- |
| 1    | Rory Sutherland          | UnitedHealthc. | 184,8 |
| 2    | Maximiliano Richeze      | Team Nippo     | 166   |
| 3    | Miguel Ubeto             | Androni Gioc.  | 150   |
| 4    | Félix Cárdenas           |                | 148   |
| 5    | Edgardo Simon            | Real           | 121   |
| 6    | Aleksandr Serebrjakov    | Type 1-Sanofi  | 119   |
| 7    | François Parisien        | Spidertech     | 99    |
| 8    | Otavio Didier Bulgarelli | Funvic         | 96    |
| 9    | Bruno Langlois           |                | 96    |
| 10   | John Murphy              | Kenda          | 92    |

| Pos. | Squadra                         | Punti |
| ---- | ------------------------------- | ----- |
| 1    | Real Cycling Team               | 399   |
| 2    | Funvic-Pindamonhangaba          | 398   |
| 3    | UnitedHealthcare Pro Cycling T. | 350,2 |
| 4    | Team Optum                      | 302   |
| 5    | Team Nippo                      | 299   |
| 6    | Team Type 1-Sanofi              | 281   |
| 7    | Androni Giocattoli-Venezuela    | 281   |
| 8    | EPM-UNE                         | 245   |
| 9    | Spidertech powered by C10       | 242   |
| 10   | Gobernacion de Antioquia        | 193   |

| Pos. | Nazione          | Punti   |
| ---- | ---------------- | ------- |
| 1    | Colombia         | 1 571,2 |
| 2    | Stati Uniti      | 1 103,8 |
| 3    | Argentina        | 991     |
| 4    | Canada           | 928     |
| 5    | Brasile          | 804     |
| 6    | Venezuela        | 789,8   |
| 7    | Costa Rica       | 310     |
| 8    | Cile             | 279     |
| 9    | Uruguay          | 246     |
| 10   | Antille Olandesi | 218     |